# Surfin’ Safari (dal)
A Surfin’ Safari Brian Wilson és Mike Love szerzeménye, melyet a Beach Boys vett lemezre. 1962. június 4-én jelent meg kislemezen a Capitol Records kiadásában, októberben pedig a Surfin’ Safari nagylemezen. Mivel a Capitol úgy gondolta, hogy a szörfmánia már lecsengőben van, a dal eredetileg a kislemez B-oldalán kapott helyet, az A-oldalra pedig a „409” került. A rádiós lejátszások alapján azonban a „Surfin’ Safari” bizonyult népszerűbbnek, és a későbbi kiadásokon már a kislemez A-oldalán szerepelt. A kislemez az amerikai lista 14. helyéig jutott, a brit listára nem került fel. Németországban az Ariola kiadó a „Surfin’ Safari” korábban, 1962 februárjában felvett változatát adta ki kislemezen, ez a változat a Beach Boys katalógusának egyik legritkább darabja.